# Markov (udde)
Markov är en udde i Antarktis. Den ligger i Östantarktis. Australien gör anspråk på området.
Terrängen inåt land är platt österut, men åt nordost är den kuperad. Havet är nära Markov åt sydväst. Trakten är obefolkad. Det finns inga samhällen i närheten.